# Christi-Himmelfahrts-Kirche (Ruma)

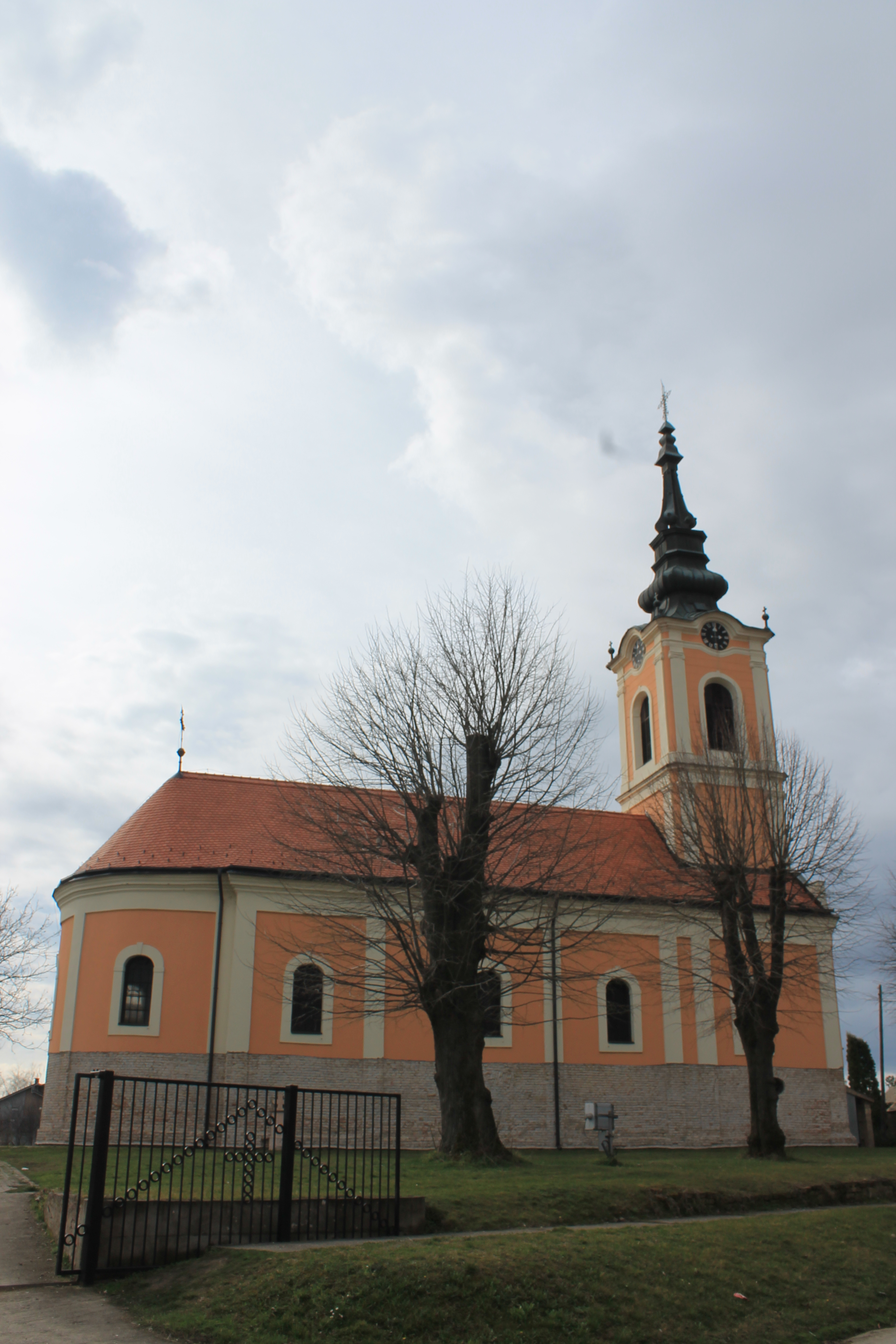
Die Christi-Himmelfahrts-Kirche

Die Christi-Himmelfahrts-Kirche (serbisch: Црква Вазнесења Господњег, Crkva Vaznesenja Gospodnjeg) in der Stadt Ruma, ist eine serbisch-orthodoxe Kirche im nordwestlichen Serbien.
Das 1761 erbaute Gotteshaus ist der Christi Himmelfahrt geweiht und ist die Pfarrkirche der Pfarreien I-II und der Sitz der Kirchengemeinde der Christi-Himmelfahrts-Kirche der Stadt Ruma im Dekanat Ruma der Eparchie Srem der Serbisch-Orthodoxen Kirche.
Als unbewegliches Kulturgut besitzt die Kirche den Status eines Kulturdenkmals von großer Bedeutung und steht unter staatlichem Schutz.

## Lage

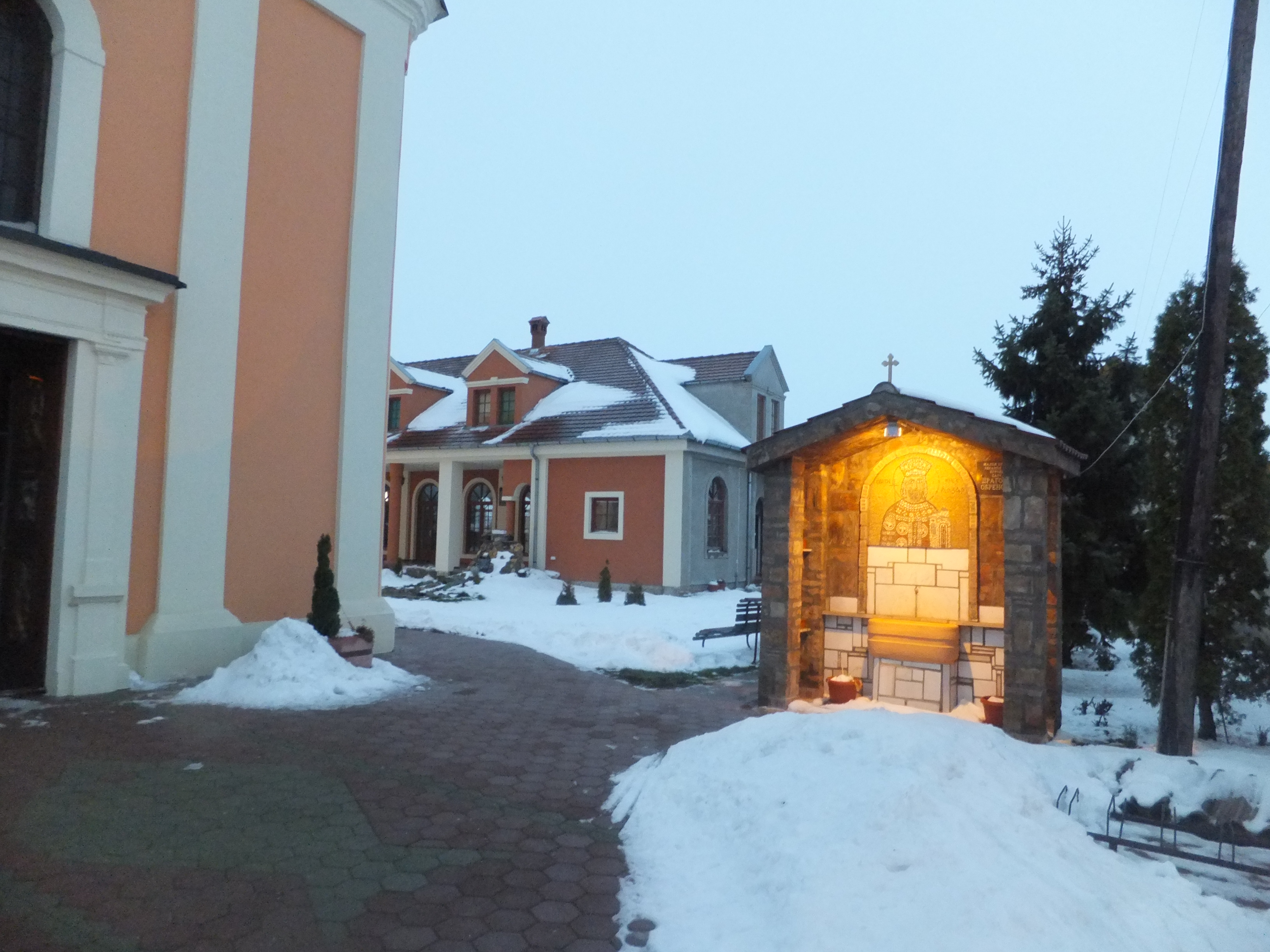
Blick auf Pfarrhaus und Kirchbrunnen

Die Stadt Ruma liegt in der Landschaft des Srem im westlichen Teil der autonomen Provinz Vojvodina.
Das Kirchengebäude steht im heutigen südöstlichen Stadtgebiet. Die Kirche steht an der Straße Ulica Stanka Paunovića Veljka. Die genaue Adresse der Kirche lautet Ulica Stanka Paunovića Veljka Nr. 190.
Im teilweise umzäunten großen Kirchhof mit einem imposanten Portaleingangstor, stehen neben der Kirche und Bäumen, auch das große neue Pfarrhaus, ein Kirchbrunnen mit einem kleinen Häuschen in dem ein großes Patronatsmosaik des Hl. Fürsten Lazar dargestellt ist, ein großer Kerzenständer zum Kerzen entzünden und zwei Fahnenständer mit den Fahnen der Republik Serbien und der Serbisch-orthodoxen Kirche.
In den letzten Jahren wird der Plan verwirklicht den ganzen Kirchhof mit einem neuen großen Kirchhofzaun dekorativ aufzuwerten.

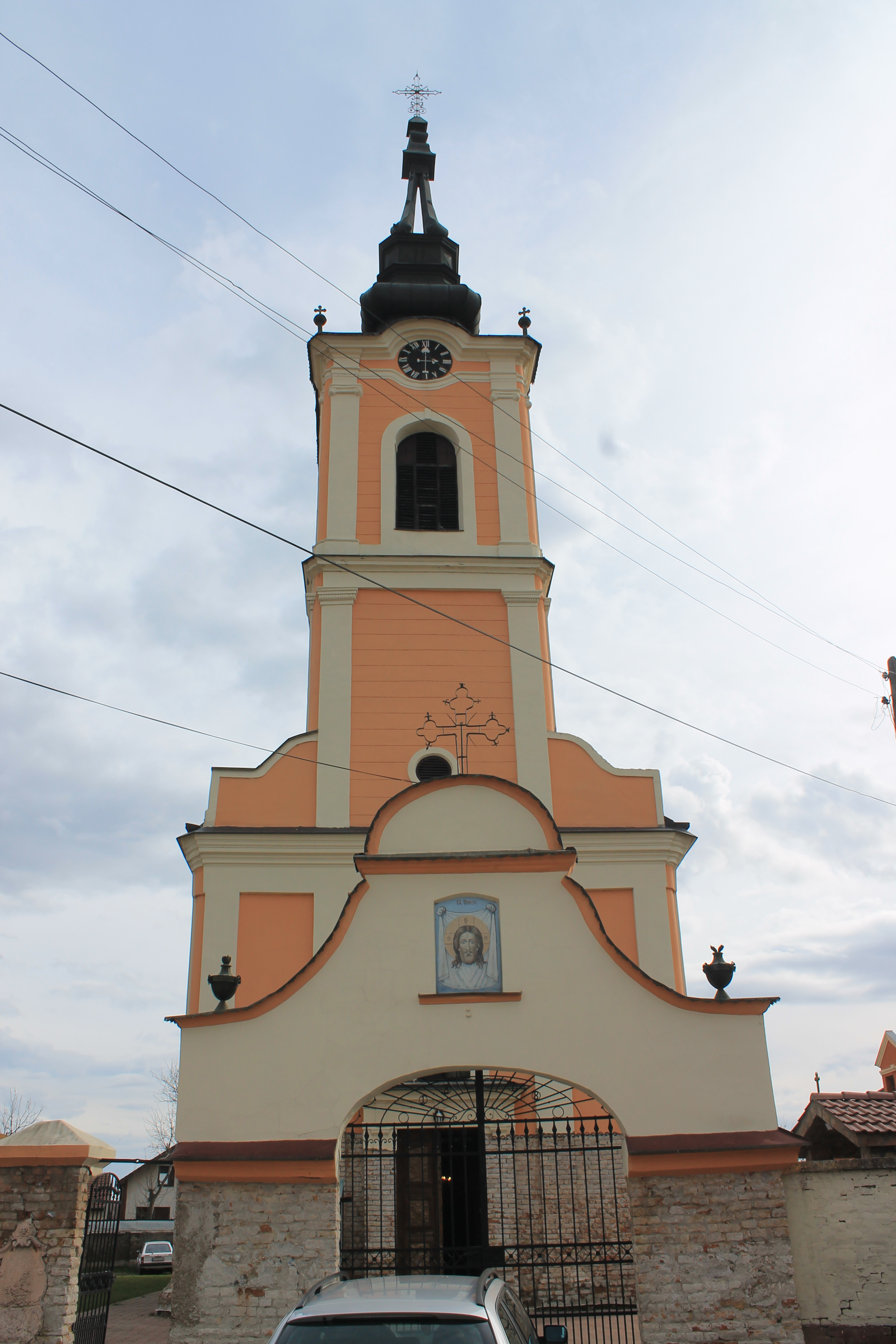
Westansicht der Kirche und des Eingangstores

## Geschichte
Die Christi-Himmelfahrts-Kirche zählt zu den ältesten erhaltenen Baudenkmälern der Stadt.
Die Siedlung Ruma wird erstmals im türkischen Defterregistern von 1566/67 erwähnt, als Dorf mit 49 Häusern, einer Kirche und drei Priestern. Ab 1718 stand die Siedlung unter der Schirmherrschaft der Habsburgermonarchie und 1746 gründete der Graf, Marko Pejačević, an der Stelle des heutigen Zentrums von Ruma eine geplante Handelssiedlung, die ursprünglich Nova Ruma (Neu Ruma) hieß.
Die rasante Entwicklung der Siedlung begann im darauffolgenden Jahr, als große monatliche Jahrmärkte organisiert wurden, die bis heute das Markenzeichen von Ruma geblieben sind. Bald schlossen sich Nova und Stara Ruma (Alt Ruma) zu einer Siedlung zusammen und laut der Volkszählung von 1763 gab es in Ruma bereits 283 Haushalte, von denen 152 deutsche und 71 serbische waren.
Im Jahr 1758 wurde an der Stelle der alten serbisch-orthodoxen Holzkirche der Überführung der Reliquien des Hl. Nikolaus aus dem Mittelalter, die heutige Kirche der Überführung der Reliquien des Hl. Nikolaus erbaut, ein größeres Gotteshaus, das mehr Gläubige aufnehmen konnte und zugleich eine der ersten orthodoxen Kirchen im barock-klassizistischen Baustil gemäß den damals gültigen österreichisch-ungarischen Vorschriften war.
Beim Bau der neuen Kirche kam man jedoch zu dem Schluss, dass auch diese, für die wachsende Zahl von Serben in der Stadt, zu klein sein würde. Daher wurde die Initiative gestartet, eine weitere Kirche, im damaligen Stadtgebiet Maljanski kraj, an der Stelle des verlassenen alten orthodoxen Friedhofes in der damaligen Lovrina ulica (die heutige Ulica Stanka Paunovića Veljka) zu erbauen. Der Hauptinitiator zum Kirchenbau war Priester Pantelejmon Hranisavljević. Unterstützt wurde er durch die serbischen Kaufleute und Handwerker aus Ruma.
Die deutsche Bevölkerung war gegen den Kirchenbau, da die Serben in Ruma damit nun zwei Kirchen besäßen und im Gegensatz nur eine römisch-katholische Kirche in der Stadt bestehe. Der Bezirksrichter verbot den Bau mit der Begründung, der geplante Standort sei zu nahe an der katholischen Kirche. Der Streit gelangte schließlich bis zur Kaiserin Maria Theresia, die persönlich zugunsten der serbischen Seite entschied.
Das Kirchengebäude wurde, 1761, als zweite serbisch-orthodoxe Kirche von Ruma, an der anderen Uferseite des Baches, Borkovački potok, erbaut. Auch der serbische Historiker, Publizist und Politiker, Dimitrije Ruvarac, nennt das Jahr 1761 als Baujahr der Kirche. Die Christi-Himmelfahrts-Kirche ist deutlich größer als die Nikolajevska crkva. Im Jahr 1770 wurde an der Stelle des heutigen Pfarrhauses, die kleine slawische Schule eröffnet, gewissermaßen die Vorläuferin des Gymnasiums, deren berühmtester Schüler Atanasije Stojković war.
Seit 1967 steht das Gotteshaus unter staatlichem Schutz und wurde 1997 in das zentrale Register der Kulturdenkmäler Serbiens in der Kategorie der Kulturgüter von besonderer Bedeutung eingetragen.
In den Jahren 1969 bis 1970 im damaligen sozialistischen Jugoslawien, fanden große Restaurations- und Konservierungsarbeiten an der Kirche statt, in den Jahren 2002 bis 2004 wurde im Kircheninnenhof ein Pfarrhaus erbaut, im Jahr 2011 erfolgte eine umfassende Sanierung der Fassade und im Jahr 2013 wurde die Dacheindeckung vollständig erneuert.
In den letzten Jahren wurden große bauliche Arbeiten an den Kircheninnenwänden und dem Fußboden unternommen. Dabei wurde an einer Kirchenwand ein übermaltes altes Fresko des Hl. Großmärtyrer Georg wiederentdeckt und restauriert.
Bei dem Beginn der Bodenarbeit, wurde durch die Handwerker ein Betonbalken eingebaut, der die Ikonostase tragen sollte, dabei wurde ein alter Balken aus Eichenholz gefunden und aus diesem wurden zwei Kreuze geschnitzt.
Am 23. Juli 2016 wurden die Reliquien der Hl. Mutter Angelina von Serbien in der Kirche ausgestellt und der Erzpriester Sreten Lazarević hielt ein feierliches Akatist im Gotteshaus ab. Derzeitiger Priester der ersten Pfarrei ist Đorđe Sančanin und der derzeitige Pfarrpriester der Zweiten Pfarrei ist der Erzpriester Dragan Arsenović.

## Architektur

### Kirchenäußeres

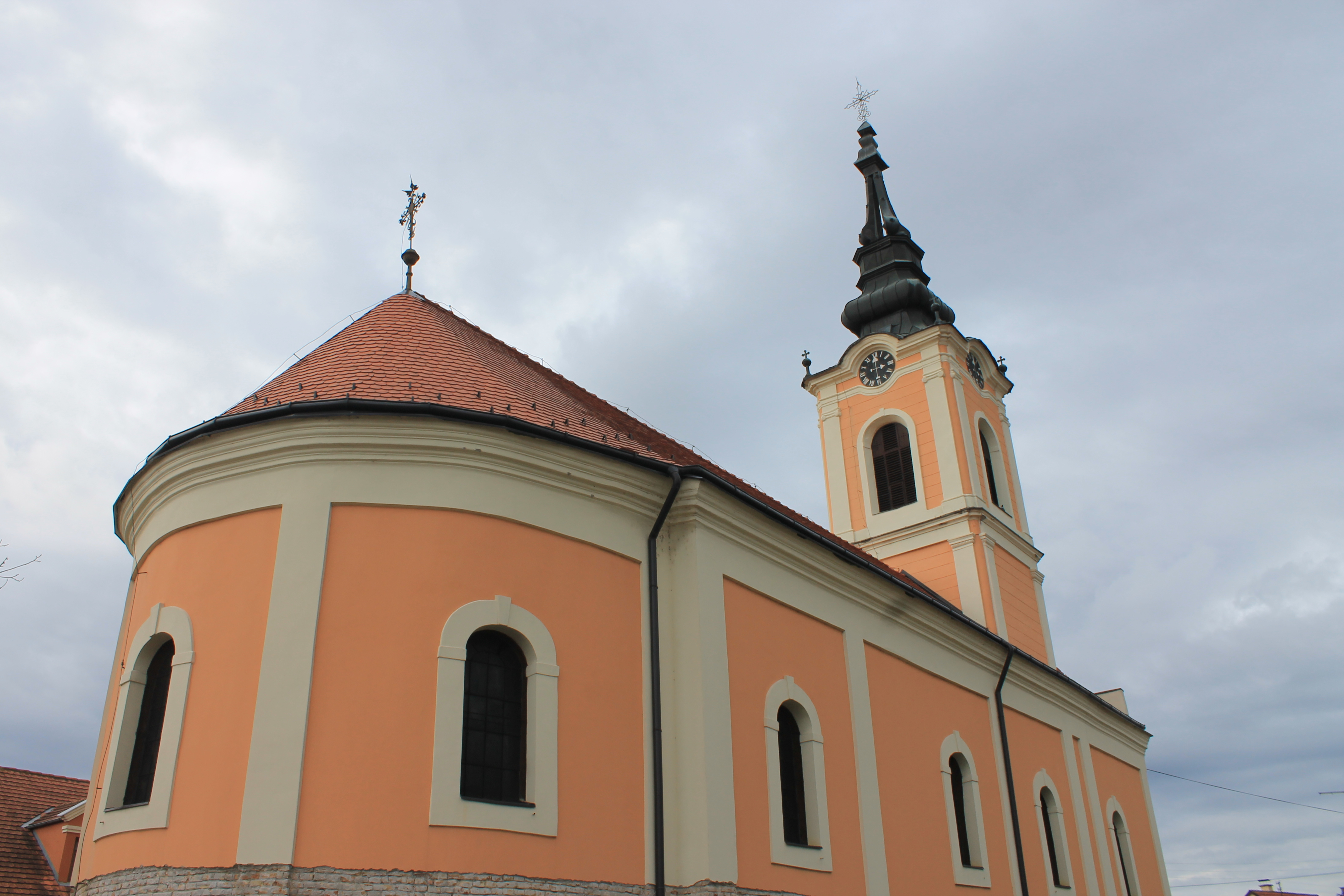
Blick auf die Kirche von Osten

Das Kirchengebäude weist harmonische Proportionen, eine raffinierte architektonische Dekoration und ein einfaches Raumkonzept auf, das für den Übergangsstil zwischen Barock und Klassizismus charakteristisch ist.
Das einschiffige Kirchengebäude ist mit einer einfachen Raumaufteilung, ohne Seitenchöre, mit einer halbrunden erweiternden Altar-Apsis (die etwas schmaler als das Kirchenschiff ist) im Osten und einem Narthex mitsamt einem hohen, massiven Kirchturm mit quadratischer Grundfläche, der im Westteil der Kirche direkt aus dem Kirchenschiff hervorgeht erbaut worden.
Der Bau ist etwa 10 Meter breit und etwa 29 Meter lang, während die Höhe des Kirchenschiffs bis zur Oberkante des profilierten Hauptgesimses etwa 9 Meter beträgt.
Die Höhe des gemauerten Teils des Kirchturms beträgt vom Boden aus etwa 24 Meter, danach endet der Kirchturm mit einer 13 Meter hohen mehrgeschoßigen dekorativen Blechkappe an deren Ende sich eine Laterne mit einem Kreuz auf der Spitze erhebt, was dem Kirchturm eine Gesamthöhe von etwa 37 Metern verleiht.
Die Fassadenflächen werden durch flache Pilaster und ein mehrfach profiliertes Dachgesims gegliedert. Die Fassaden des Kirchturms sind in zwei Zonen gegliedert: Die erste Geschosszone besteht aus profilierten Wandflächen, mit einem Oculus (an der Westseite), und die zweite Geschosszone besteht aus je einem Fenster mit profiliertem Rahmen.
Beide Zonen werden durch dekorative Pilaster und ein profiliertes Gesims eingefasst und über der zweiten Geschosszone befindet sich auf jeder Seite des Kirchturms je eine Uhr mit Uhrwerk, die jedoch seit Jahren nicht mehr in Betrieb sind.
Die Kirche verfügt über zwei Eingänge und insgesamt 12 Fenster. Der Haupteingang befindet sich an der Westfassade, unter dem Kirchturm, und der Nebeneingang an der Südfassade, ungefähr in der Mitte des Kirchenschiffs. Beide Portale werden von dekorativen Pilastern mit Architrav flankiert. Alle Fenster sind gleich groß und es gibt vier auf jeder Seite des Hauptschiffs, drei in der Apsis und eines an der Westfassade.
Die Kirche besitzt zwei Kirchenkreuze. Eines auf der Spitze des Kirchturmes und das andere am Ostende des Naos.

### Kircheninneres

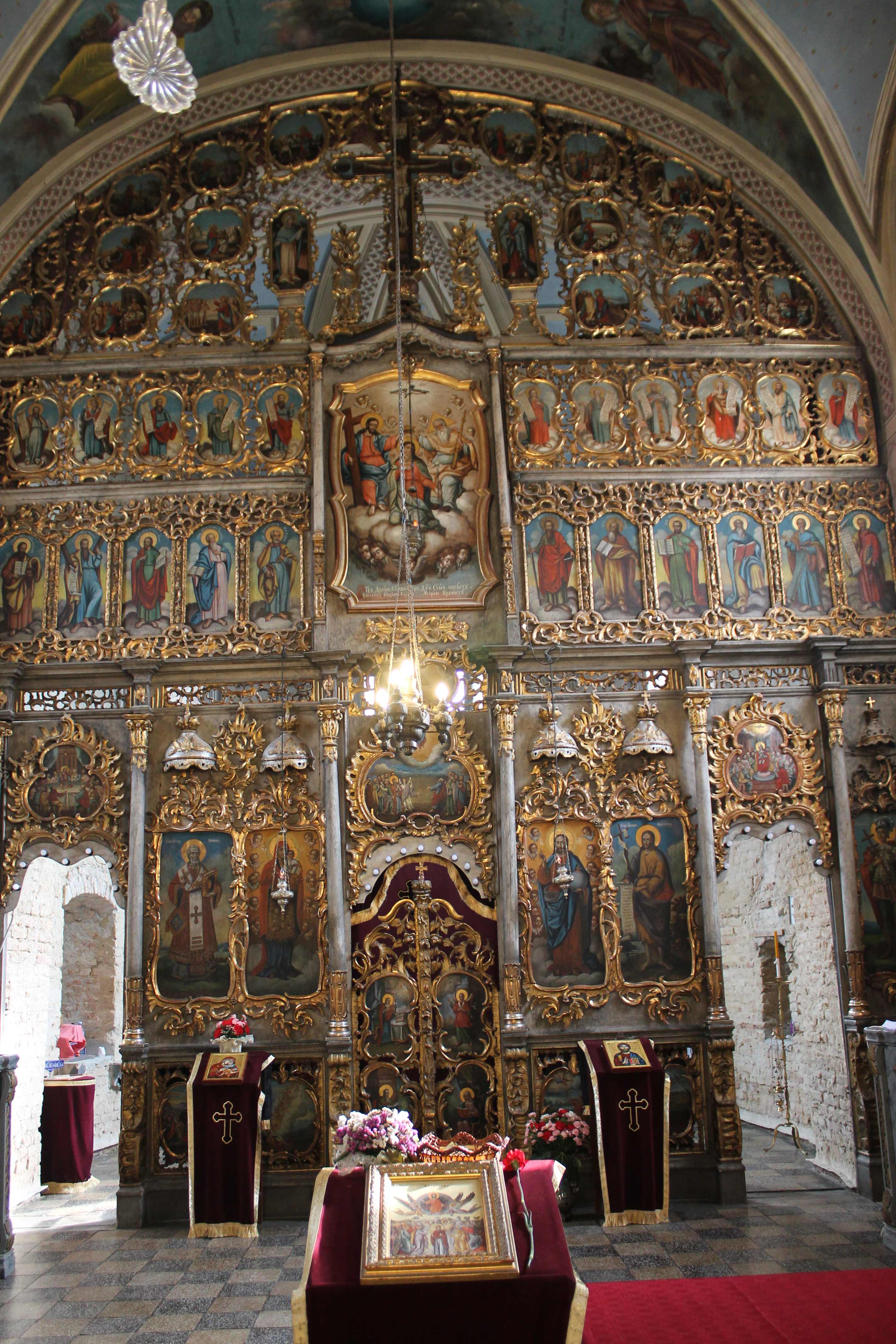
Blick auf die luxuriöse Ikonostase

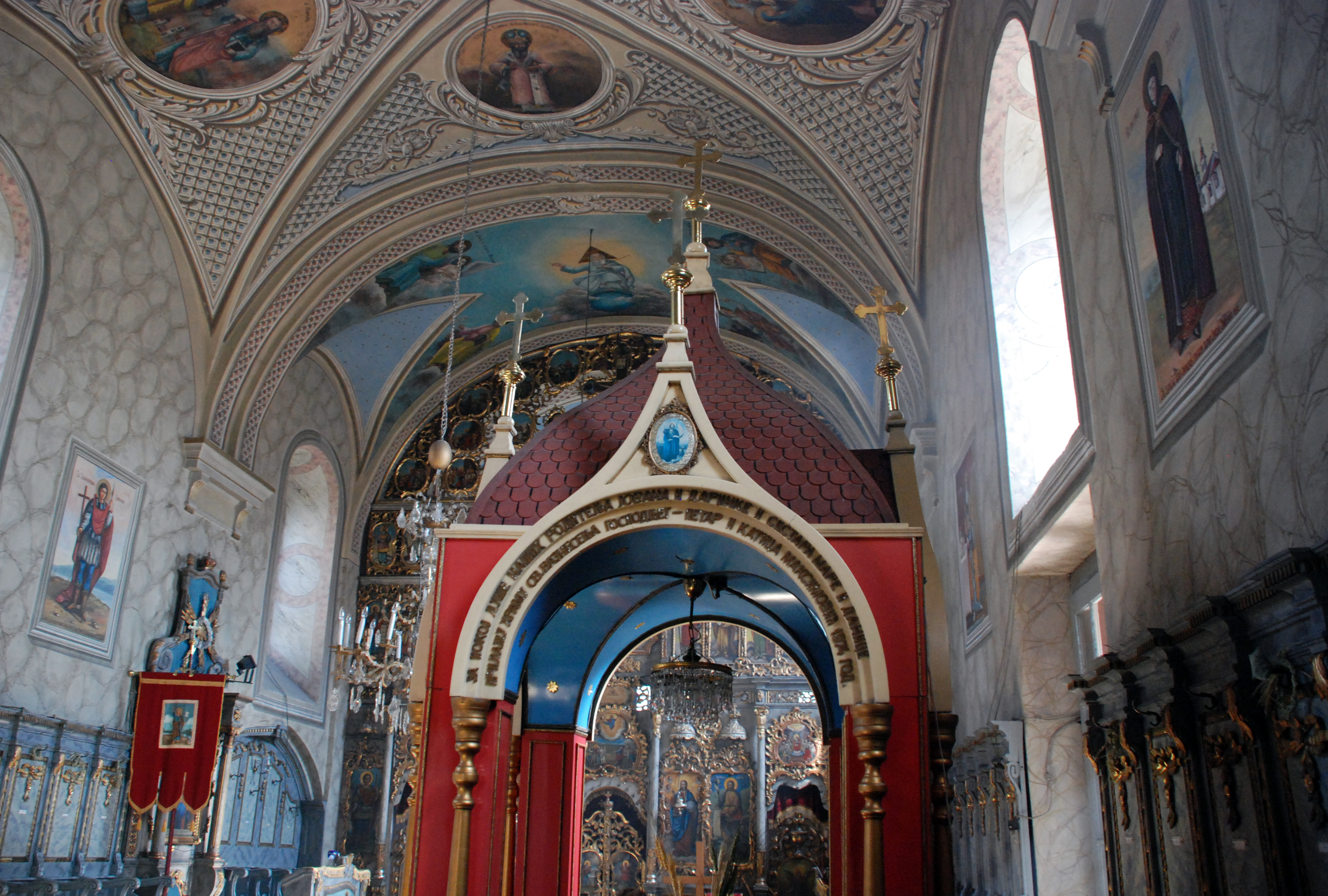
Der Kircheninnenraum mit Wandmalereien

Das Kircheninnere dominiert eine ruhige Farbkombination mit leuchtend roten Akzenten. Die Wandmalereien auf Oberflächen, die die Textur von Steinen imitieren, sind bemerkenswert gut erhalten.
Die luxuriös-prächtige, reich verzierte mit Schnitzereien im Barock- und Rokokostil, erbaute mehrtürige und mehrgeschoßige hohe Ikonostase, wurde 1772 von Stefan Tenecki bemalt, der in den unteren rechten Ecken der Thronikonen seine Signatur hinterließ. Die aufwendig gestaltete Ikonostase wurde von Tischler- und Holzschnitzmeistern geschaffen.
Ein selbstbewusster Malstil in geschickt gestalteten Innenräumen, satte Farben und eine kühne Behandlung der Drapierung, sind in allen Werken des Malers Tenecki aus der Stadt Arad vorhanden, einem der bedeutendsten Vertreter des ukrainischen Barock unter den Serben. Auch gilt er als einer der ersten Maler, der den westlichen Barock an die Bedürfnisse der orthodoxen Kirchen in Serbien und Rumänien anpasste und als Autor des wahrscheinlich ersten Selbstporträts in der serbischen Malerei.
Insbesondere die Ikone der Krönung der Allerheiligsten Gottesmutter Maria von Tenecki ist einzigartig. Auf der Ikone ist die Gottesmutter Maria ohne einen Schleier abgebildet worden, was in der damaligen Zeit als außergewöhnlich skandalös galt und die damals relativ freien Ansichten des Künstlers Stefan Tenecki offenlegt.
In der Mitte des 19. Jahrhunderts wurden weitere sehenswerte Ikonen für die Kirche geschaffen und die Ikonostase restauriert. Die Dreifaltigkeitsikone wurde 1843 vom bekannten Maler Pavle Čortanović gemalt. Die Kirchengemeinde beauftragte den Maler Pavle Čortanović aus der Stadt Novi Sad, mit der Restauration der Ikonostase. Die Ratsherren forderten, dass der Schleier der Jungfrau Maria auch auf die Ikone von Stefan Tenecki gemalt werden sollte, doch Pavle Čortanović lehnte dies ab, um die Authentizität der Ikone nicht zu mindern und der Maler malte die gesamte Komposition neu.
Diese Komposition befand sich bis in die 2000er Jahre auf der Ikonostase und wurde dann zur Reinigung entfernt. Erst dann wurde das darunter liegende Original entdeckt, das sich  heute an der Ikonostase befindet, während die Ikone von Pavle Čortanović im Pfarrbüro aufbewahrt wird.
Der ebenfalls bekannte Maler Konstantin Pantelić wurde 1860 beauftragt, die Ikone auf dem Gottesmutterthron zu malen. Aus dieser Zeit stammen auch die Ikonen des Bischofsthrons sowie der Süd- und Nordtür der Ikonostase, Werke anonymer Künstler.
Auch hölzernes Chorgestühl ist an den Seitenwänden des Kircheninnenraum platziert.